# مرده یا زنده ۵ پلاس
مرده یا زنده ۵ پلاس (به انگلیسی: Dead or Alive 5 Plus) به‌طور مختصر دی‌اوای۵+، عنوان یک بازی ویدئویی در سبک مبارزه‌ای از مجموعه بازی‌های مرده یا زنده است که توسط استودیوی تیم نینجا با همکاری سگا ای‌ام۲ توسعه یافته و به‌وسیلهٔ کویی تکمو در مارس ۲۰۱۳ برای کنسول بازی دستی پلی‌استیشن ویتا عرضه شده‌است. زنده یا مرده ۵ پلاس به‌طور کلی با واکنش‌های مثبتی از سوی منتقدان همراه بود که کیفیت بالای گرافیک، سیستم کنترل و ویژگی‌های افزودهٔ آن را مورد تحسین قرار دادند.